# 複数学位
複数学位（英語: double degree、ダブル・ディグリー） は、一つの学位課程で二つの大学から学位を得る制度。二重学位、共同学位。英語では、デュアル・ディグリー（dual degree）、コンバインド・ディグリー（combined degree）、コンジョイント・ディグリー（conjoint degree）、ジョイント・ディグリー（joint degree）、ダブル・グラデュエーション（double graduation）とも呼ばれる。
文部科学省はダブル・ディグリー・プログラムを「我が国と外国の大学が、教育課程の実施や単位互換等について協議し、双方の大学がそれぞれ学位を授与するプログラム。」と定義している。

## 複数学位を授与する日本の大学

### 国立
- 東京大学公共政策大学院[1]
- 京都大学[2]
- 一橋大学[3]
- 東京工業大学[4]
- 北海道大学[5]

- 大阪大学[6]
- 東北大学[4]
- 鳥取大学[6]
- 長岡技術科学大学[6]

### 公立
- 国際教養大学[6]

### 私立
- 慶應義塾大学
- 早稲田大学
- 上智大学
- 明治大学
- 東京経済大学
- 関西大学
- 同志社大学
- 立命館大学
- 立命館アジア太平洋大学
- ロシア極東連邦総合大学函館校 四年制のロシア地域学科は日本の専修学校の高度専門士 (文化・教養課程)とロシアの極東連邦大学から学士号(外国地域研究)が授与される。